# Kotschya strigosa
Kotschya strigosa är en ärtväxtart som först beskrevs av George Bentham, och fick sitt nu gällande namn av Jeanine Dewit och Paul Auguste Duvigneaud. Kotschya strigosa ingår i släktet Kotschya och familjen ärtväxter. Utöver nominatformen finns också underarten K. s. strigosa.